# Dale Steyn
Dale Willem Steyn (* 27. Juni 1983 in Phalaborwa, Südafrika) ist ein ehemaliger südafrikanischer Cricketspieler, der zwischen 2004 und 2020 für die südafrikanische Nationalmannschaft spielte.

## Kindheit und Ausbildung
Steyn wuchs in Transvaal im Nordosten des Landes auf und interessierte sich in der Jugend vorwiegend für Skateboard. Erst als er nach Pretoria umzog begann er ernsthaft mit Cricket.

## Aktive Karriere
Sein First-Class-Debüt erfolgte im Oktober 2003 für die Northerns. Er hatte erst sieben First-Class-Spiele absolviert, als er ein Jahr später gegen England für seinen ersten Test nominiert wurde. Jedoch konnte er sich zunächst nicht etablieren und spielte die Saison 2005 in Essex. Sein ODI-Debüt erfolgte im August 2005 beim Afro-Asian Cup 2005. Sein Durchbruch erfolgte in seiner zweiten Test-Serie gegen Neuseeland im April 2006. Hier erzielte er 5 Wickets für 47 Runs im ersten und insgesamt sieben Wickets (3/43 und 4/91) im dritten Spiel. Zum Ende der Saison 2006 erreichte er in Sri Lanka drei (3/129) und fünf (5/82) Wickets. In der Saison 2006/07 erreichte er vier Wickets (4/30) in den Tests gegen Indien und drei (3/47) gegen Pakistan. Für den folgenden Cricket World Cup 2007 fand er jedoch keine Berücksichtigung. Im August 2007 erzielte er in den ODIs in Simbabwe 3 Wickets für 65 Runs. Die Saison 2007/08 begann er mit einem Five-for (5/56) im ersten Test der Serie in Pakistan. Daraufhin folgte eine Tour gegen Neuseeland. Im ersten Test erreichte er insgesamt zehn Wickets, nachdem er in beiden innings je fünf Wickets (5/34 & 5/59) erreichte und ausgezeichnet wurde. Im zweiten Spiel der Serie konnte er die Leistung wiederholen, erzielte erneut zehn Wickets (4/42 & 6/49) und wurde als Spieler des Spiels und der Serie ausgezeichnet. Auch absolvierte er in der Serie sein Twenty20-Debüt.
In seinem zweiten Twenty20 für Südafrika gegen die West Indies einen Monat später erreichte er 4 Wickets für 9 Runs, was jedoch nicht zum Sieg ausreichte. In der zugehörigen Test-Serie erzielte er im ersten Spiel drei Wickets (3/67), im zweiten insgesamt acht (4/60 & 4/44) und im letzten Spiel der Serie sechs Wickets (6/72). In der direkt darauf folgenden Test-Serie in Bangladesch erzielte er in beiden Spielen je insgesamt sieben Wickets (3/27 & 4/48 und 4/66 & 3/35) und wurde dafür als Spieler der Serie ausgezeichnet. Den Abschluss der Saison formte dann die Test-Serie in Indien. Dort begann er mit drei Wickets (4/103), ließ dies folgen mit insgesamt acht Wickets (5/23 & 3/91) im zweiten Test und schloss es mit drei Wickets (3/71) ab. Durch die Serie belegte er erstmals den ersten Platz der Test-Bowler-Weltrangliste des Weltverbandes. In der Saison 2008 steuerte er sieben Wickets (4/76 & 3/97) im zweiten Test in England bei. Jedoch brach er sich den Daumen und musste den Rest der Saison aussetzen. Eine weitere Infektion verhinderte auch einen Start zu Beginn der Folgesaison. In der Tour gegen Bangladesch im November kam er dann zurück ins Team. In der ODI-Serie gelangen ihm dabei vier (4/16) und drei (3/48) Wickets und im ersten Test 5 Wickets für 63 Runs. Bei der darauf folgenden Test-Serie in Australien erzielte er insgesamt zehn Wickets (5/87 & 5/67) und ein Fifty über 76 Runs im zweiten Test und wurde dafür als Spieler des Spiels ausgezeichnet. Im dritten Test der Serie (3/95), im vierten ODI (3/49) und im ersten Twenty20 (3/38) folgten dann noch jeweils ein Mal drei Wickets. Kurz darauf folgte der Gegenbesuch von Australien. Nach vier Wickets im ersten (4/113) und drei Wickets (3/83) im zweiten Test folgten dann noch ein Mal sieben Wickets (4/56 & 3/96) im letzten Test. In der zugehörigen ODI-Serie erreichte er zusätzlich zwei Mal vier Wickets (4/27 & 4/44).

### Teil der Weltspitze
Beim ICC World Twenty20 2009 erzielte er gegen Schottland (2/21), West Indies (2/30) und Indien (2/25) jeweils zwei Wickets. Nach dem Turnier der verkündete südafrikanische Verband, dass er während der Indian Premier League 2009, dass er einen positiven Doping-Befund vorwies. Jedoch wurde dies mit der Einnahme von legalen Schmerzmitteln erklärt und so zog die IPL den Vorwurf zurück. So war er Teil des Kaders beim ICC Champions Trophy 2009, wo ihm drei Wickets (3/47) gegen Sri Lanka gelangen. Das neue Jahr begann er mit vier (4/74) und fünf Wickets (5/51) in der Test-Serie gegen England. Dem schloss sich eine Reise nach Indien an, wo ihm im ersten Test erneut zehn Wickets (7/51 & 3/57) gelangen. In den ODIs folgten 3 Wickets für 37 Runs im dritten Spiel. Beim ICC World Twenty20 2010 war seine beste Leistung zwei Wickets (2/6) gegen Afghanistan. In der Saison 2010 reiste das Team in die West Indies. Im ersten Test erreichte er insgesamt acht Wickets (5/29 & 3/65) und wurde als Spieler des Spiels ausgezeichnet. Im dritten Spiel der Serie gelangen ihm in beiden Innings je drei Wickets (3/37 & 3/36) und wurde in der Folge als Spieler der Serie ausgezeichnet. Im nationalen Cricket verließ er in dem Sommer die Titans und wechselte zu den Cape Cobras.
Die Saison 2010/11 begann er mit vier Wickets (4/98) im zweiten Test gegen Pakistan. Bei der darauf folgenden Test-Serie gegen Indien startete er mit insgesamt sieben Wickets im ersten Spiel (3/34 & 4/105), bevor er in den beiden weiteren Spielen sechs (6/50) und fünf Wickets (5/75) erreichte. Beim Cricket World Cup 2011 begann er mit drei Wickets (3/24) gegen die West Indies. Gegen Indien konnte er dann 5 Wickets für 50 Runs erzielen und wurde als Spieler des Spiels ausgezeichnet. Im Viertelfinale gegen Neuseeland steuerte er zwar zwei weitere Wickets (2/42) bei, doch konnte er das Ausscheiden damit nicht verhindern. In der Saison 2011/12 begann er mit zwei Mal vier Wickets (4/55 & 4/64) in den Tests gegen Australien. Daraufhin kam Sri Lanka nach Südafrika, gegen die er im ersten Test vier (4/18), im zweiten fünf (5/73) und im dritten drei Wickets (3/56) erreichte. Am Ende der Saison erzielte er noch einmal drei Wickets (3/49) im zweiten Test in Neuseeland.

### Weiter an der Spitze
In der Saison 2012 reiste er mit dem Team nach England, wo er in den Tests 5 Wickets für 56 Runs im ersten Spiel und 4 wickets für 94 Runs im zweiten. Im September spielte er beim ICC World Twenty20 2012 und erzielte dort als beste Leistung 3 Wickets für 22 Runs bei der Niederlage gegen Pakistan. Die Saison 2012/13 begann mit einer Test-Serie in Australien, wobei ihm im dritten Spiel insgesamt sieben Wickets (4/40 & 3/72) gelangen, womit er Half den Seriensieg zu sichern. Zurück in Südafrika traf man auf Neuseeland, wo er im ersten Test drei Wickets (3/67) und im zweiten für insgesamt acht Wickets (5/17 & 3/48) als Spieler des Spiels ausgezeichnet wurde. Die dritte Test-Serie der Saison erfolgte gegen Pakistan, die er mit elf Wickets (6/8 & 5/52) im ersten Spiel begann, wofür er ausgezeichnet wurde. Nach drei Wickets (3/38) im zweiten Test, erreichte er vier weitere (4/80) im abschließenden Test. Bei der ICC Champions Trophy 2013 hatte er Bauchmuskelprobleme und erhielt dann nur einen Einsatz, bei dem er zwei Wickets (2/33) gegen die West Indies. Die Saison 2013/14 begann mit einer Tour gegen Pakistan, wo ihm in den Tests zwei Mal drei Wickets (3/88 und 3/38) gelangen. In den ODIs folgten dann fünf Wickets (5/25), bevor er in den Twenty20s erneut drei Wickets (3/15) erreichte, wofür er jeweils ausgezeichnet wurde. Dem schloss sich der direkte Gegenbesuch der pakistanischen Mannschaft an, in dem ihm in den ODIs drei (3/33) und sechs (6/39) Wickets gelangen. Gegen Indien begann er dann mit zwei Mal drei Wickets in den ODIs, bevor er im zweiten Test insgesamt neun Wickets (6/100, & 3/47) erreichte, wofür er als pieler des Spiels ausgezeichnet wurde. Gegen Australien folgte im Februar in der Test-Serie zwei Mal vier Wickets (4/78 und 4/55). Die Saison endete dann mit der ICC World Twenty20 2014, wo ihm als beste Leistung 4 Wickets für 17 Runs beim knappen Sieg gegen Neuseeland gelangen.
In der Saison 2014 reiste er mit dem Team zunächst nach Sri Lanka, wo er im ersten Test insgesamt neun Wickets (5/54 & 4/45) erreichte. Daraufhin folgte eine Tour in Simbabwe, wo er im Test acht Wickets (5/46 & 3/38) erreichte. In dem sich dran anschließenden Drei-Nationen-Turnier erzielte er drei Wickets (3/36) gegen Simbabwe und vier Wickets (4/34) gegen Australien, wofür er als Spieler des Spiels ausgezeichnet wurde. In Australien gelangen ihm dann in der dortigen ODI-Serie drei (3/35) Wickets. Daraufhin kamen die West Indies nach Südafrika. In den Tests begann er die Serie mit sechs Wickets (6/34), bevor er im zweiten Spiel ein Fifty über 58 Runs. Im dreitten Spiel der Serie folgten dann nochmal insgesamt sieben (4/78 & 3/75) Wickets. Damit behielt Südafrika den Status als bestes Test-Team der Welt. Im ersten ODI steuerte er dann noch ein Mal drei Wickets (3/27) bei. Daraufhin folgte der Cricket World Cup 2015. Dabei war seine beste Leistung drei Wickets (3/30) gegen Pakistan. Südafrika erreichte im Team das Halbfinale, wo man an Neuseeland scheiterte.

### Verletzungen und Karriereende
In der Saison 2015 erzielte er in der Test-Serie in Bangladesch zwei Mal drei Wickets (3/78 und 3/30). Dabei erzielte er sein 400. Karriere-Test-Wicket. Nachdem er Im November in der ODI-Serie der Tour in Indien drei Mal drei Wickets erreichte (3/49, 3/61 und 3/38) verletzte er sich beim ersten Test und musste die Tour abbrechen. Er kam bei der Tour gegen England für den ersten test wieder zurück und erzielte vier Wickets (4/70). Doch erlitt er eine Schulterverletzung und musste auch diese Tour abbrechen. Er wurde dann für den ICC World Twenty20 2016 nominiert, wo er als beste Leistung zwei Wickets (2/32) gegen Australien erreichte. Im August konnte er gegen Neuseeland insgesamt acht Wickets (3/66 und 5/33) im zweiten Test erreichen. Damit stieg er noch einmal auf den ersten Platz der Test-Bowler-Weltrangliste auf. Im November brach er sich dann seine Schulter und musste mehr als ein Jahr aussetzen. Im August 2017 gab er den Wechsel von den Cobras zurück zu den Titans bekannt. Im Oktober 2018 erreichte er in den ODIs gegen Simbabwe drei Wickets (3/29). Auch in Australien gelangen ihm im November drei Wickets (3/45). Im Januar folgten insgesamt sieben Wickets (3/48 & 4/85) im zweiten Test gegen Pakistan. Gegen Sri Lanka erreichte er im Februar im ersten Test 4 Wickets für 48 Runs. Doch brach seine Schulterverletzung wieder auf und er verpasste den Cricket World Cup 2019. Kurz darauf erklärte er seinen Rücktritt vom Test-Cricket. Er fokussierte sich noch ein Mal auf die kommende Twenty20-Weltmeisterschaft, doch als die auf Grund der COVID-19-Pandemie verschoben wurde, beendete er seine internationale Karriere. Er spielte in der Folge noch in Twenty20-Ligen und betätigte sich als Trainer.